# Blades of Glory
Blades of Glory er en amerikansk komediefilm fra 2007 instrueret af Josh Gordon og Will Speck, med Will Ferrell og Jon Heder i hovedrollerne.

## Medvirkende
- Will Ferrell
- Jon Heder
- Will Arnett
- Jenna Fischer
- Amy Poehler